# プレセツク宇宙基地43番射点
座標: 北緯62度55分32秒 東経40度27分24秒 / 北緯62.925430度 東経40.456645度

プレセツク宇宙基地43番射点

プレセツク宇宙基地43番射点（プレセツクうちゅうきち43ばんしゃてん、Plesetsk Cosmodrome Site 43）は、ロシアにあるプレセツク宇宙基地の打上げコンプレックスである。43/3と43/4の2つの発射台から構成され、1960年代初めからR-7シリーズの打上げに用いられてきた。
この射点は、もともとR-7Aミサイルの打上げのために建設された。R-7Aの試験のための最初の打上げは、1965年12月21日に43/3射点から行われた。43/4射点からの最初の打上げは、1967年7月25日に行われた。
ミサイル基地としての利用が終わると、宇宙船の射点として利用されるようになった。最初に打ち上げられたのは、コスモス313号を運ぶボスホートロケットで、1969年12月3日に打上げが行われた。
両発射台は、1980年代の爆発で損傷を受けた。1980年3月18日16時1分（GMT）、43/4射点での燃料補給中にTselina-D衛星を積んだボストーク-2Mが爆発し、48人が死亡した。1987年6月18日には、43/3射点での離陸中にソユーズUロケットが爆発した。どちらの発射台も再建され、2009年時点で現役である。